# Разграбване на Рим (410)
Вижте пояснителната страница за други значения на Разграбване на Рим.
Разграбването на Рим (24— 26 август 410) е дело на готите.

## История
По време на нахлуването в Италия на вестготите през есента на 408 г. под предводителството на крал Аларих I, те за първи път обсаждат Рим. След като получава богат откуп, Аларих снема обсадата и възобновява преговорите с император Флавий Хонорий за условията на мира и местата за постоянно заселване на готите. Когато преговорите не се увенчават с успех, през 409 г. Аларих повторно обсажда Рим, заставяйки Сената да избере за нов император Приск Атал. В замяна на низвержението на своя съперник, Хонорий се съгласява на отстъпки, но преговорите са прекъснати от внезапно нападение над войската на Аларих. В отговор, през август 410 г. Аларих завзема Рим.
Разграбването на великия град от варварите прави огромно впечатление на съвременниците му и ускорява разпадането на Западната Римска империя. Рим пада за първи път от 8 века (след превземането на града от галите през 390 пр.н.е.), но скоро след това, през 455 г. отново е разграбен, в резултат на превземането на Рим от вандалите от Северна Африка.